# 플로리스 (2007년 영화)
플로리스(Flawless)는 2007년 개봉한 영국의 범죄 영화이다.
이 영화는 2007년 2월 11일 독일에서 초연되었다. 이 영화는 2008년 3월 28일 미국에서 제한적으로 개봉되었다.

## 줄거리
한 기자가 한때 런던 다이아몬드 회사의 유일한 여성 관리자였던 로라 퀸을 인터뷰하기 위해 레스토랑에 들어선다. 퀸은 인터뷰 중 거대한 다이아몬드를 보여주며 자신이 훔친 것이라고 밝힌다. 이야기는 1960년대로 거슬러 올라가, 퀸이 회사에서 여러 번 승진에 실패하고 해고될 위기에 처한 시점으로 돌아간다. 회사 청소부 홉스는 퀸에게 다이아몬드를 훔쳐 부자가 되자는 계획을 제안하고, 퀸은 자신의 처지를 고려해 이를 받아들인다. 퀸은 회사 사장 저택 파티에서 금고 비밀번호를 알아낸다.
퀸과 홉스는 새로운 보안 카메라 시스템의 약점을 이용해 다이아몬드를 훔칠 계획을 세운다. 그러나 홉스는 금고의 모든 다이아몬드를 훔쳐 몸값을 요구한다. 퀸은 이 계획에 동의하지 않았지만, 상황에 휘말려 꼼짝없이 갇힌 신세가 된다. 회사는 사태를 은폐하기 위해 사설 탐정 핀치를 고용하고, 핀치는 홉스와 퀸을 감시한다. 퀸은 다이아몬드를 돌려주려 하지만 홉스는 거부하고, 다이아몬드 행방을 모르는 채로 수사에 협조한다.
사건이 언론에 공개되고 회사 사장은 스트레스로 심장마비에 걸린다. 퀸은 핀치와 술을 마시던 중 하수구에 귀걸이를 떨어뜨린 것을 계기로 다이아몬드가 숨겨진 장소를 알아차린다. 그녀는 회사의 하수도에서 홉스를 발견하고 다이아몬드가 쌓여있는 것을 보게 된다. 홉스는 아내의 의료비 지원을 지연시킨 보험사 책임자에게 복수하기 위해 다이아몬드를 훔친 것이라고 밝힌다.
결국 몸값이 지불되고 보험사 책임자는 자살한다. 홉스는 떠나고, 퀸은 다이아몬드를 찾아 핀치에게 자신이 우연히 발견한 것이라고 주장한다. 핀치는 퀸이 사건에 연루되었음을 의심하지만, 그녀와 감정적으로 얽히면서 결국 그녀를 기소하지 않는다. 회사는 다이아몬드를 회수하고, 언론에는 도난 사건이 단순한 소문이었다고 발표한다.
현재로 돌아와, 퀸은 인터뷰어에게 은퇴 후 스위스 은행으로부터 홉스의 사과 편지와 몸값을 받았다고 밝힌다. 홉스는 퀸을 다이아몬드 금고에 접근하기 위한 불만 있는 직원으로 이용한 것에 대해 사과하고, 몸값으로 보상한 것이다. 퀸은 그 돈을 평생 동안 다양한 단체와 어려운 사람들에게 기부했다고 말한다.

## 출연

### 주연
- 데미 무어 : 로라 역
- 마이클 케인 : 홉스 역

### 조연
- 사이먼 페이즐리 데이 : 볼랜드 역
- 콘스탄틴 그레고리 : 드미트리예프 역
- 데이비드 헨리 : 고트프리드 역
- 킴 헤르만
- 니콜라스 존스 : 제임슨 역
- 다렌 네스빗 : 싱클레어 역
- 나다니엘 파커 : 올리 역
- 벤 링턴
- 피터 르닉 : 정직한 알프레드 - 부키 역
- 램버트 윌슨 : 핀치 역
- 조스 아클랜드 : MKA 역
- 조나단 아리스 : 보일 역
- 쇼건 세이머 : 이튼 역
- 데이빗 버레이스 : 펜튼 역
- 실라스 카슨 : 리스 역
- 로잘린드 마치 : 페넬로피 역
- 케번 윌리스 : 루이스 역
- 스탠리 타운젠드 : 헨리 역
- 벤 라이톤 : 브라이언 역

## 기타
- Line PD: 찰스 샐몬
- 공동제작: 앨버트 마르티네즈 마틴
- 미술: 소피 베셔
- Ass-PD: 카롤라 애쉬
- 배역: 존 허바드